# Kulli (Raasiku)
Kulli is een plaats in de Estlandse gemeente Raasiku, provincie Harjumaa. De plaats heeft de status van dorp (Estisch: küla).
Kulli heeft een station aan de spoorlijn Tallinn - Narva.

## Bevolking
Het dorp had 126 inwoners op 31 december 2011 en 146 inwoners op 31 december 2021.